# La Siberia (Rosario)
La Siberia es el nombre con la que es popularmente conocida la Ciudad Universitaria de Rosario o Centro Universitario Rosario (CUR), ubicado en el sector sureste del Distrito Centro de la ciudad de Rosario, provincia de Santa Fe, Argentina.  Más en específico el CUR se ubica en el barrio República de la Sexta, barrio del macro centro rosarino. Pertenece a la Universidad Nacional de Rosario (UNR).
El término "Siberia" fue adoptado tempranamente por los habitantes de Rosario debido a que, al momento de trasladarse las primeras facultades a esa zona, la misma era al principio un lugar desolado, con mínima urbanización y rodeado de terrenos baldíos; justamente estas características justificaban su analogía con la lejana región rusa.

## Historia
En las barrancas del Río Paraná, enfrentando al Puerto Rosario, se emplazó la Ciudad Universitaria Rosario, perteneciente a la Universidad Nacional de Rosario (UNR). Sus terrenos habían sido cedidos por el Estado Nacional en 1952, durante el gobierno de Juan Domingo Perón, pero el proyecto original jamás se construyó.
Algunos de los edificios fueron construidos en las antiguas instalaciones del Ferrocarril Rosario a Puerto Belgrano, que se había instalado allí en 1909. La administración del tren estaba ubicada donde hoy funciona la Escuela de Música de La Siberia (calles Berutti y Riobamba), allí también se encuentra la entrada a este conjunto.

## Instalaciones
La Ciudad Universitaria tuvo su primera etapa en 1971, cuando se construyeron los cuatro primeros pabellones de aulas para la Facultad de Arquitectura, en la manzana entre las calles Berutti, Cerrito y Riobamba. Por la urgencia de la habilitación, fueron levantados en apenas cinco meses, y se sumaron a viejos edificios ferroviarios que se aprovecharon para instalar el Instituto Superior de Bellas Artes y otras oficinas administrativas, al tiempo que se construía el edificio del IMAE (Instituto de Mecánica Aplicada y Estructuras), un pabellón que se destaca por su techo dentado.

### Ampliaciones
Entre 1978 y 1980 se diseñó un Plan de Redimensionamiento Físico de la UNR, impulsado por el décimo aniversario de la fundación de la Universidad, y anunciado como una "segunda fundación" de la institución. La construcción de los nuevos pabellones avanzó durante los siguientes años, pero quedó paralizada antes de su terminación, y varias estructuras quedaron abandonadas sin concluir. En 1988, las facultades de Psicología y Arquitectura se instalaron definitivamente en sus pabellones actuales, mientras el perteneciente a Ciencia Política sería habilitado parcialmente, quedando una parte del edificio sin concluir.
En 2003 comenzó un ambicioso plan de reordenamiento urbano y edilicio mediante el cual se refuncionalizaron y ampliaron algunos edificios, se restauró el adoquinado histórico, se mejoró la iluminación y se instaló un cerco perimetral. Además, se construyeron nuevos edificios:la Escuela de Ingeniería y los Laboratorios de Investigación e Innovación, dos bloques unidos por un puente metálico.
A mediados del año 2011 fue inaugurado la primera etapa del nuevo edificio para la Facultad de Psicología, que se construyó sobre terrenos donde se demolieron los antiguos pabellones construidos en la década del '70. También se ampliaron las sedes de Arquitectura y de Ciencia Política con anexos a sus edificios originales. Por otro lado, se renovó la infraestructura general del Centro Universitario, mejorando la seguridad de los estudiantes, los espacios para estacionamiento de vehículos, y los accesos de emergencias de los pabellones de estudio.
La construcción la Escuela de Ingeniería Electrónica e Ingeniería Civil, pabellón diseñado mediante un concurso de proyectos ganado por el estudio Caballero-Fernández en 1999 y retomado en 2005. terminado en el año 2014  con una superficie de 3.008 m².

### Actualidad
En los predios del CUR encontramos en funcionamiento:
- Facultad de Psicología
- Facultad de Arquitectura, Planeamiento y Diseño
- Facultad de Ciencia Política y Relaciones Internacionales
- Escuela de Música perteneciente a la Facultad de Humanidades y Artes
- Escuela de Ingeniería Electrónica de la Facultad de Ciencias Exactas, Ingeniería y Agrimensura
- Escuela de Ingenierìa Mecánica de la Facultad de Ciencias Exactas, Ingeniería y Agrimensura
- Escuela de Ingenierìa Civil de la Facultad de Ciencias Exactas, Ingeniería y Agrimensura
- Escuela de Ingeniería Eléctrica de la Facultad de Ciencias Exactas, Ingeniería y Agrimensura
- Laboratorio de Hidráulica y Escuela de Mecánica de la Facultad de Ciencias Exactas, Ingeniería y Agrimensura
- Instituto de Mecánica Aplicada y Estructuras (IMAE)
- Reactor Nuclear Argentina 4 (RA4)

## Servicios
Existen sectores de estacionamiento. La totalidad del predio brinda la posibilidad de una conexión Wi-Fi gratuita. Ofrece a su vez amplios espacios verdes parquizados y un campo de deportes con canchas de fútbol y básquet.
Las líneas del transporte público de pasajeros que circulan allí son las siguientes: 101, 102, 115, 131, 132, 144, 145, K, Q, Ronda CUR-Sur y Ronda del Centro.